# CAIFI
CAIFI, Customer Average Interruption Frequency Index. CAIFI är ett tillförlitlighetsindex som används för elkraftsystem och kan både användas för att beräkna historiska händelser eller för att simulera framtida scenarier (exempelvis jämföra olika investeringsalternativ). CAIFI är genomsnittlig antal avbrott en given kund i elkraftsystemet har per år, givet att kunden har drabbats av ett avbrott. Om alla kunder i systemet drabbas av minst ett avbrott är SAIFI=CAIFI.
Exempel: Om elnätet består av 100 abonnenter där hälften drabbas av 4 avbrott och övriga av 0 avbrott ⇒ CAIFI = (4*50)/50 = 4 avbrott/drabbad kund, år och SAIFI = (4*50 + 0*50)/(50+50) = 2 avbrott/kund,år. Om de istället drabbas av 3 respektive 1 avbrott ⇒ SAIFI = CAIFI = 2 avbrott/kund,år.